# Роберто Лейтао
Роберто Клаудіо Лейтао дас Невес Фільхо (брет. Roberto Cláudio Leitão das Neves Filho; нар. 6 лютого 1965, Ріо-де-Жанейро) — бразильський борець вільного та греко-римського стилів, разовий срібний та разовий бронзовий призер чемпіонатів світу, срібний та дворазовий бронзовий призер Панамериканських чемпіонатів, срібний призер Панамериканських ігор, чотириразовий чемпіон та триразовий срібний призер чемпіонатів Південної Америки , дворазовий чемпіон та дворазовий срібний призер Південноамериканських ігор, учасник двох Олімпійських ігор.

## Спортивні результати на міжнародних змаганнях

### Виступи на Олімпіадах
| Змагання                    | Збірна   | Вагова категорія                 | Місце |
| --------------------------- | -------- | -------------------------------- | ----- |
| Літні Олімпійські ігри 1988 | Бразилія | вільна боротьба, до 90 кг        | AC    |
| Літні Олімпійські ігри 1988 | Бразилія | греко-римська боротьба, до 90 кг | AC    |
| Літні Олімпійські ігри 1992 | Бразилія | вільна боротьба, до 82 кг        | AC    |

### Виступи на Чемпіонатах світу
| Змагання                        | Збірна   | Вагова категорія                 | Місце |
| ------------------------------- | -------- | -------------------------------- | ----- |
| Чемпіонат світу з боротьби 1987 | Бразилія | греко-римська боротьба, до 90 кг | 16    |
| Чемпіонат світу з боротьби 1987 | Бразилія | вільна боротьба, до 90 кг        | 19    |
| Чемпіонат світу з боротьби 1989 | Бразилія | вільна боротьба, до 90 кг        | 10    |
| Чемпіонат світу з боротьби 1991 | Бразилія | греко-римська боротьба, до 82 кг | 21    |
| Чемпіонат світу з боротьби 1991 | Бразилія | вільна боротьба, до 82 кг        | 27    |

### Виступи на Панамериканських чемпіонатах
| Змагання                                   | Збірна   | Вагова категорія                 | Місце  |
| ------------------------------------------ | -------- | -------------------------------- | ------ |
| Панамериканський чемпіонат з боротьби 1986 | Бразилія | греко-римська боротьба, до 82 кг | 5      |
| Панамериканський чемпіонат з боротьби 1986 | Бразилія | вільна боротьба, до 82 кг        | 4      |
| Панамериканський чемпіонат з боротьби 1987 | Бразилія | греко-римська боротьба, до 90 кг | 5      |
| Панамериканський чемпіонат з боротьби 1987 | Бразилія | вільна боротьба, до 90 кг        | Срібло |
| Панамериканський чемпіонат з боротьби 1988 | Бразилія | вільна боротьба, до 90 кг        | 4      |
| Панамериканський чемпіонат з боротьби 1988 | Бразилія | греко-римська боротьба, до 90 кг | Бронза |
| Панамериканський чемпіонат з боротьби 1989 | Бразилія | греко-римська боротьба, до 90 кг | Бронза |
| Панамериканський чемпіонат з боротьби 1989 | Бразилія | вільна боротьба, до 90 кг        | 4      |
| Панамериканський чемпіонат з боротьби 1991 | Бразилія | вільна боротьба, до 82 кг        | 6      |
| Панамериканський чемпіонат з боротьби 1992 | Бразилія | греко-римська боротьба, до 82 кг | 6      |

### Виступи на Панамериканських іграх
| Змагання                  | Збірна   | Вагова категорія                 | Місце  |
| ------------------------- | -------- | -------------------------------- | ------ |
| Панамериканські ігри 1987 | Бразилія | вільна боротьба, до 90 кг        | Срібло |
| Панамериканські ігри 1987 | Бразилія | греко-римська боротьба, до 90 кг | 5      |
| Панамериканські ігри 1991 | Бразилія | вільна боротьба, до 82 кг        | 6      |
| Панамериканські ігри 1991 | Бразилія | греко-римська боротьба, до 82 кг | 9      |

### Виступи на Чемпіонатах Південної Америки
| Змагання                                    | Збірна   | Вагова категорія                 | Місце  |
| ------------------------------------------- | -------- | -------------------------------- | ------ |
| Чемпіонат Південної Америки з боротьби 1983 | Бразилія | греко-римська боротьба, до 82 кг | Срібло |
| Чемпіонат Південної Америки з боротьби 1983 | Бразилія | вільна боротьба, до 90 кг        | Золото |
| Чемпіонат Південної Америки з боротьби 1985 | Бразилія | греко-римська боротьба, до 82 кг | Золото |
| Чемпіонат Південної Америки з боротьби 1985 | Бразилія | вільна боротьба, до 82 кг        | Срібло |
| Чемпіонат Південної Америки з боротьби 1990 | Бразилія | греко-римська боротьба, до 82 кг | Срібло |
| Чемпіонат Південної Америки з боротьби 1990 | Бразилія | вільна боротьба, до 82 кг        | Золото |
| Чемпіонат Південної Америки з боротьби 1992 | Бразилія | греко-римська боротьба, до 90 кг | Золото |

### Виступи на Південноамериканських іграх
| Змагання                       | Збірна   | Вагова категорія                 | Місце  |
| ------------------------------ | -------- | -------------------------------- | ------ |
| Південноамериканські ігри 1986 | Бразилія | вільна боротьба, до 82 кг        | Срібло |
| Південноамериканські ігри 1986 | Бразилія | греко-римська боротьба, до 82 кг | Золото |
| Південноамериканські ігри 1990 | Бразилія | вільна боротьба, до 82 кг        | Срібло |
| Південноамериканські ігри 1990 | Бразилія | греко-римська боротьба, до 82 кг | Золото |

### Виступи на інших змаганнях
| Змагання                                                             | Збірна   | Вагова категорія                 | Місце |
| -------------------------------------------------------------------- | -------- | -------------------------------- | ----- |
| Панамериканський Олімпійський кваліфікаційний турнір з боротьби 1996 | Бразилія | греко-римська боротьба, до 90 кг | 5     |

### Виступи на змаганнях молодших вікових груп
| Змагання                                      | Збірна   | Вагова категорія                 | Місце |
| --------------------------------------------- | -------- | -------------------------------- | ----- |
| Чемпіонат світу з боротьби серед кадетів 1982 | Бразилія | греко-римська боротьба, до 75 кг | 6     |
| Чемпіонат світу з боротьби серед юніорів 1982 | Бразилія | греко-римська боротьба, до 75 кг | 6     |
| Чемпіонат світу з боротьби серед юніорів 1983 | Бразилія | греко-римська боротьба, до 81 кг | 6     |
| Чемпіонат світу з боротьби серед юніорів 1983 | Бразилія | вільна боротьба, до 81 кг        | 8     |